# Bojano
Bojano hay Boiano là một thị trấn và comune ở tỉnh Campobasso, Molise, Ý.